# Estación Arequipa
La estación Arequipa es una estación de trenes ubicada en la ciudad de Arequipa, capital del departamento de Arequipa, Perú. Esta estación es parte del tramo Sur del Ferrocarril del Sur. Administrada por la empresa Ferrocarril Trasandino, recibe a los trenes turísticos de la empresa PeruRail así como el transporte de carga desde el puerto de Matarani.
La estación fue inaugurada el 6 de enero de 1871 junto con el primer ramal construido de lo que sería el Ferrocarril del Sur que une las ciudades de Mollendo y Arequipa
Conecta a pasajeros con la Estación Puno Muelle (región Puno) por medio del tren Andean Explorer.